# License to Kill
License to Kill è il secondo album dei Malice, pubblicato nel 1987 per l'etichetta discografica Atlantic Records.

## Tracce
1. Sinister Double (Behn, Neal, Zane) 4:39
2. License to Kill (Reynolds) 3:57
3. Against the Empire (Bohn, Neal, Zane) 4:28
4. Vigilante (Bohn, Neal, Zane) 5:08
5. Chain Gang Women (Neal, Reynolds) 4:14
6. Christine (Bohn, Christian, Neal, Zane) 4:40
7. Murder (Neal, Reynolds) 4:23
8. Breathin' Down Your Neck (Neal, Zane)3:58
9. Circle of Fire (Neal, Reynolds) 3:49

## Formazione
- James Neal - voce
- Jay Reynolds - chitarra, voce
- Mick Zane - chitarra, voce
- Mark Behn - basso, voce
- Cliff Carothers - batteria

### Altri musicisti
- Tommy Thayer - cori nella traccia 2 e 5
- Jaime St. James - cori nella traccia 2 e 5
- Jeff Warner - cori nella traccia 2 e 5
- Dave Mustaine - cori nella traccia 2 e 5